# Moczydły-Dubiny
Moczydły-Dubiny – wieś w Polsce położona w województwie podlaskim, w powiecie siemiatyckim, w gminie Perlejewo.
W latach 1975–1998 miejscowość administracyjnie należała do województwa łomżyńskiego.
Wierni kościoła rzymskokatolickiego należą do parafii Przemienienia Pańskiego w Perlejewie.

## Historia
Miejscowość założona prawdopodobnie na początkach XVI wieku. W spisie podatkowym z 1580 roku wymieniono Moczydły Pidaje. Zapewne była to pierwotna nazwa wsi. 
Tutejsi Moczulscy posiadali najpewniej herb Trzywdar.
Za udział mieszkańców w Powstaniu styczniowym, część gruntów została skonfiskowana.
Opis z końca wieku XIX informuje, że była to wieś szlachecka, przy wielkim trakcie wojennym. Liczyła 18 domów, 45. mężczyzn i 42 kobiety. Grunty żytnie, niziny, łąk nie ma, las sosnowy opałowy.
W 1921 roku naliczono tu 16 domów i 80. mieszkańców.